# Brejolândia
Brejolândia é um município brasileiro do estado da Bahia. Vegetação predominante: Cerrado. A População é de 9.108 habitantes segundo o Censo 2022 do IBGE. A cidade fica a 186 km de Barreiras, a principal cidade do oeste baiano.

## História
Brejolândia (na época "Brejo Velho") recebeu status de município pela Lei Estadual nº 1.676, de 13 de abril de 1962, com território desmembrado do município de Angical.

## Educação
Em 2023, a cidade possuía o total de 13 escolas. Dessas, 11 são de ensino fundamental e apenas 1 de ensino médio. 

## Cultura
A Vaquejada é um dos principais atrativos turísticos do município, que coincide com a mesma data do aniversário da cidade.

## Economia
A economia é baseada na atividade pecuária por possuir extensas áreas de pastagens e grande rebanho bovino. 